# Augusto Guzmán
Augusto Guzmán Martínez (n.Totora, 1 de septiembre de 1903 – m.Cochabamba, 24 de diciembre de 1994), fue un escritor y académico boliviano cuya obra representa a la llamada Generación del Chaco formada por excombatientes de la Guerra contra Paraguay (1932-1935). Miembro por Bolivia de la Real Academia de la Lengua Española.
Su experiencia como prisionero en la guerra del Chaco, marcó su vocación narrativa desde una vena historiográfica. En sus inicios como periodista fue influido por el escritor anarquista Cesáreo Capriles, en cuya Revista Arte y Trabajo se dio a conocer dentro el ambiente literario junto a otras figuras emergentes de su generación como Adela Zamudio, Carlos Montenegro, José Antonio Arze, Augusto Céspedes, Armando Montenegro, Man Césped, Martín Cárdenas, Cira Aguayo, José Aguirre Gainsborg, Jesús Lara, los hermanos Anaya, entre otros.

## Biografía
Su padre Justo Guzmán Villegas, era el único abogado en la pequeña ciudad colonial de Totora, capital de la provincia Carrasco en el departamento de Cochabamba, donde Augusto Guzmán nació en los albores del siglo XX. Al fallecer prematuramente el progenitor por causa de un cáncer, su madre Concepción Martínez Cáceres se trasladó a la ciudad capital donde Augusto y sus tres hermanos terminaron la educación escolar, según narra en su autobiografía. En 1934 contrajo nupcias con la educadora Elena Soriano Badani, quien falleció en 1955. Posteriormente se casó con la hermana de la difunta, la profesora y actriz Sofía Soriano Badani. Sus hijas son Melita y Rosalba.
Falleció el 24 de diciembre de 1994, a los 91 años, en su hogar de Cochabamba.

### Vida académica y universitaria
Tras egresar bachiller en 1921 del Colegio Nacional Sucre, ingresó en la carrera de Derecho de la Universidad Mayor de San Simón (Umss), titulándose como abogado en 1927. Fue Presidente de la Federación Universitaria Local y al mismo tiempo se desempeñaba como profesor de Gramática y Literatura en los colegios nacionales Bolívar y Sucre. Profesor de Literatura en el Colegio Bolívar de Oruro. Como dirigente estudiantil, participó en el movimiento que derivó en la Autonomía Universitaria de 1928 y creó la bandera oficial de la Umss con los colores azul y rojo.
Entre 1929 y 1932 radicó en la ciudad de La Paz, trabajando como catedrático de Derecho Social y Minero en la Universidad Mayor de San Andrés (Umsa). También se desempeñó como Secretario de la Dirección de Educación Indigenal. A fines de 1932 volvió a Totora para escribir su primera novela: “La Sima Fecunda”.
De 1956 a 1960 dirige la biblioteca de la Universidad de San Simón, y en 1959 es designado docente de Historia del Arte y de la Arquitectura en la Facultad de Arquitectura de la Umss. En los años setenta, dictó la cátedra Historia de Bolivia en la Universidad Católica.
Como historiador y académico, se incorporó en 1943 a la Academia Boliviana de la Historia y en 1948 a la Academia Boliviana de la Lengua Española. Entre 1965 y 1977 fue Presidente de la Sociedad de Escritores y Artistas de Bolivia. También miembro de la Sociedad Boliviana de Historia.
En 1951, con Eduardo Diez de Medina participó como delegado por Bolivia en el Primer Congreso de Academias de la Lengua Española, realizado en México,y en 1956 asistió al Segundo Congreso realizado en Madrid, formando la delegación boliviana junto con el escritor Humberto Vásquez Machicado.

### Labor periodística
En su autobiografía,narra lo siguiente respecto a su experiencia como periodista de oficio:

"Los jóvenes de la época nos agrupamos fundando la revista ‘Arte y Trabajo’ que sostenía Cesáreo Capriles, personalidad muy curiosa y conflictiva para el medio, pues era un anarquista, ácrata neto. (…). En ‘Arte y Trabajo’ nadie ganó nunca un centavo, pero ya en ‘El Heraldo’ y ‘El Comercio’, con Cépedes y Montenegro, nos iniciamos como periodistas de modestísimos ingresos...”.
Augusto Guzmán: Mis hazañas son mis libros. Editorial Canelas, Cochabamba, 1993. Páginas 36-45.

Mientras era estudiante universitario, trabajó como redactor de la Gaceta Municipal de Cochabamba, de los diarios “El Comercio”, “El Heraldo” y “El Tunari”. Durante la década previa a la guerra del Chaco, fue Jefe de Redactores de la Cámara de Diputados y durante su estadía en la ciudad de Oruro escribió en los periódicos “El Norte”, “El Hombre Libre” y “La Patria”. En 1944 dirige el suplemento literario de “El Diario” de La Paz. Retornando a Cochabamba, de 1948 a 1964 dirige “El Imparcial”, “El País” y “Crítica”.

### Combatiente en la guerra del Chaco
Al estallar la Guerra, se alistó en el Ejército boliviano y participó en la Batalla de El Carmen librada en noviembre de 1934, como sargento primero de la Segunda División de Reserva al mando del coronel Walter Méndez, conocido como “el Tigre Rubio”. Las tropas paraguayas tendieron un cerco de movimiento envolvente a varias unidades bolivianas, bloqueando todas las redes de suministro hasta lograr una rendición masiva de casi 7.000 soldados bolivianos derrotados por la sed, el hambre y las pestes.
Los que no se entregaron voluntariamente deambulaban por los montes tratando de huir y caían en manos enemigas, desfallecientes. El estado de deshidratación de los soldados bolivianos capturados, que saturaron completamente la logística paraguaya, era lamentable. La patrulla del sargento Augusto Guzmán intentaba salir del cerco paraguayo sin ninguna provisión. “Quienes tenían todavía unas gotas de orina en el cuerpo” —narró en su autobiografía—, “se las volvían a tomar sin remilgos, sin compartirlas con nadie”. Y finalmente fueron capturados:

“(…), cuando, de pronto brotando de la maleza raquítica, un oficial enemigo vestido de azul como los arcángeles, revólver en mano delante de una patrulla que nos apuntaba a matar, nos intimó:
— Los seguimos desde hace dos horas. Ustedes están extraviados, sin armas y sin agua. Fórmense en fila y no resistan.
De pronto, aparecieron en grupos cada vez mayores, soldados paraguayos con los fusiles cargados de bayoneta como para enfrentar una lucha cuerpo a cuerpo. Ellos nos salvaron la vida dándonos mínimas dosis de agua, dos, tres sorbos de aquel líquido fresco como recién recogido de sombra perpetua, sólo alcanzaron a mojar la boca y parte de la faringe cuyos tejidos secos como láminas de cartón, revivían en un goce único e inolvidable que se truncaba en la insatisfacción y se mantenían alerta frente a la promesa de mayor ración. Nuestros captores se dedicaron a tantear nuestros bolsillos y extraer de ellos cuanto encontraban, con un ansia tal de rapiña, que sus ojos brillantes de codicia nos impresionaban más que sus rugidos de impaciencia, alegría o desencanto, según cómo les iba en el saqueo. (…). Desde ese momento ya no oímos más que guaraní entre nuestros secuestradores. No paramos hasta Asunción…”.
Augusto Guzmán: Mis hazañas son mis libros. Editorial Canelas, Cochabamba, 1993. Páginas 64-65.

Fue liberado poco antes de declararse la Paz del Chaco, por una gestión del escritor Augusto Céspedes, su amigo, mediante la Sociedad de Escritores de Chile que intercedió ante el presidente paraguayo Eusebio Ayala.

### Carrera diplomática
Al terminar la guerra, fue designado Director de la Oficina de Prisioneros de Guerra, y durante el gobierno de Enrique Peñaranda ejerció como ministro consejero de la Embajada de Bolivia en Asunción, colaborando con el entonces embajador plenipotenciario en Paraguay, Carlos Salinas Aramayo. En 1941 permaneció como Encargado de Negocios de dicha Embajada.
En diciembre de 1938 formó parte de la delegación boliviana en la Octava Conferencia Internacional Americana de Lima, junto con Eduardo Diez de Medina y Jorge Sáenz García. Previamente, se había desempeñado como Director del Departamento de Cooperación Intelectual de la Cancillería boliviana.

## Obra Literaria
Escribió y publicó un total de 44 libros entre los años 1933 y 1994 —contando novelas, cuentos, ensayos, monografías y biografías—, varios de los cuales tuvieron sucesivas reediciones:

### La Sima Fecunda
- Un viaje novelado sobre los subtrópicos ocultos tras las montañas de Totora. Libro catalogado por la Real Academia Española.[21] | Ediciones 1933 – 1940 – 1973 – 1982

### Prisionero de Guerra
- Novela. Combina análisis introspectivo con una visión de hechos históricos y de relaciones políticas, sociales y económicas de la época.[22]| Ediciones 1937 – 1967 – 1974 – 1976 – 1979 – 1981 – 1982 – 1984 – 1996

### Historia de la Novela Boliviana
- Examina los orígenes de este género en la época precolonial, su desarrollo durante la colonia y en el siglo XIX a través de autores representativos hasta 1932.[23]|  Edición 1938

### El Kolla Mitrado
- Semblanza del legendario cura anti-jesuita Bernardino de Cárdenas, franciscano nacido en La Paz que llegó a ser Obispo de Asunción.[24]| Ediciones 1942 – 1954 – 1976 – 1985

### Tupaj Katari
- Biografía del caudillo indígena Tupac Katari con un relato documentado sobre la tragedia de su ejecución. Libro precursor de la historiografía katarista.[25]| Ediciones 1944 – 1972

### El Cristo Viviente
- Ensayo confesional, en el que el autor postula una fe cristiana humanista y descolonial. Se anticipa a la Teología de la Liberación.[26] | Ediciones 1946 – 1981

### Baptista
- Biografía del presidente Mariano Baptista Caserta, famoso orador político que por su habilidad con la palabra fue conocido como “El Mago”.[27]| Ediciones 1949 – 1957

### Cuentos de Pueblo Chico
- Una selección de relatos cortos entre los que se destaca el cuento La cruel Martina, obra cumbre de la narrativa boliviana que fue llevada al cine en 1984.[28] | Ediciones 1954 – 1975

### Adela Zamudio
- Biografía de una mujer ilustre,[29]Adela Zamudio. Detalles íntimos en la vida y obra de la poeta,[30]desde que nace en 1854 hasta su muerte en 1928. | Ediciones 1955 – 1972 – 1980

### Cochabamba
- Panorama geográfico, proceso histórico, vida institucional y reseña cultural. Imagen física, humana y espiritual de Cochabamba.[31] | Edición 1972

### Historia de Bolivia
- Introdujo una innovación conceptual en la periodización de la historia boliviana, sustituyendo puntos de referencia administrativo-presidenciales por bloques históricos.[32] | Ediciones 1973 – 1973 – 1976 – 1976 – 1981 – 1981 – 1990

### Paz Estenssoro
- Biografía de Víctor Paz Estenssoro. El autor lo conoció personalmente en 1938, cuando ambos eran miembros de la Convención Nacional.[33]| Edición 1986

### La cruel Martina
- Tras el éxito de la película, Editorial Los Amigos del Libro publica las 44 páginas del relato estelar que circuló en 1954 con “Cuentos de Pueblo Chico”. | Edición 1989[34]

### Mis hazañas son mis libros
- Compilación de notas autobiográficas y recortes hemerográficos hallados en una carpeta del autor, editados por Mariano Baptista Gumucio.[35]| Edición 1993

### La Amistad no es sólo un símbolo
- Biografía del poeta Héctor Cossio Salinas. El título del libro fue sugerido por el bibliógrafo Werner Guttentag, editor propietario de Los Amigos del Libro.[36]| Edición 1994

### Otras obras publicadas
Durante los 61 años de su actividad literaria, produjo también los siguientes títulos, entre novelas, cuentos, ensayos, historia y biografías:
Gesta Valluna | En la ruta del Indiano | Diccionario de la Literatura Latinoamericana. Bolivia | Derecho Internacional Privado Boliviano | Pequeño Mundo | Historia Social del Arte | Historia de la Arquitectura | Arquitectura Moderna y Contemporánea | Bellacos y Paladinos | Panorama do la Literatura Boliviana del siglo XX | Nueva Historia de Bolivia | Panorama de la Novela en Bolivia | Poetas y Escritores de Bolivia | Cuentos | Casimiro Olañeta | Geografía de Cochabamba | Proceso Histórico y Cultural de Cochabamba | Biografía de la Literatura Boliviana | Biografía de la Nueva Literatura Boliviana | El Ensayo en Bolivia | El Arte de la Biografía en Bolivia | La Novela Situacional en Bolivia | Remanso | Microestudios | Eco de Palabras | Veinte Autores Rusos del siglo XX | Historia Lacónica de la Literatura Italiana.

### Registro magnetofónico leyendo su prosa
En 1964, el Gobierno federal de EE. UU. invitó al escritor boliviano a una gira de 60 días en aquel país. El Congreso de los Estados Unidos catalogó su biografía y su obra completa.
El 28 de abril de 1964, en Washington, leyó fragmentos en prosa de sus libros La Sima Profunda, Prisionero de Guerra, El Kolla Mitrado, Tupaj Katari y El Cristo Viviente. Su voz fue registrada en el Laboratorio de Grabación de la Biblioteca del Congreso, en una cinta magnetofónica que se conserva en la fonoteca del Archivo de Literatura Hispánica.El audio dura 43 minutos y contiene el siguiente material: 
- Minuto 00:04 | El alba, de La Sima Fecunda
- Minuto 04:15 | Canto al Pirebebuy, de Prisionero de Guerra
- Minuto 07:43 | El Kolla Mitrado, de El Kolla Mitrado
- Minuto 11:12 | El sacrificio de Tupaj Katari, de Tupaj Katari
- Minuto 18:16 | Adiós al trópico, de El Kolla Mitrado
- Minuto 24:34 |  Adiós al Illimani, de El Kolla Mitrado
- Minuto 35:22 | No dormía el soñador, de El Cristo Viviente
- Minuto 41:42 | Pureza de corazón, de El Cristo Viviente

## Homenajes y distinciones
En 1961 recibió el Gran Premio Nacional de Literatura. Condecorado en 1985 con la Orden del Cóndor de los Andes y la Gran Orden de la Educación Boliviana en 1990. En 1977 fue declarado Hijo Predilecto de Cochabamba, en 1978 recibió el Premio Nacional Manuel Vicente Ballivián y en 1983 recibió un homenaje del Senado Nacional.
En 1987, el Concejo Municipal de Cochabamba impuso el nombre de Augusto Guzmán al Museo de Escritores de la ciudad. La Casa de Cultura de Totora, donde nació, también lleva el nombre del escritor.
Una unidad educativa de Cochabamba, el Colegio “Augusto Guzmán”, lleva su nombre en su memoria.